# Wei Zhuang
Pour les articles homonymes, voir Wei.
Dans ce nom, le nom de famille, Wei, précède le nom personnel.
Œuvres principales
Qin fu yin
Wei Zhuang (chinois simplifié : 韦庄 ; chinois traditionnel : 韋莊 ; Wade-Giles : Wei Chuang ; EFEO Wei Tchouang), né en 836, mort en 910, est un poète chinois.

## Biographie
Wei Zhuang a vécu durant la période de troubles qui a vu la chute de la dynastie des Tang. Il se met alors au service de l'État de Shu, au Sichuan.

## Œuvre
En tant que poète, Wei Zhuang est connu pour avoir été l'un des premiers, et l'un des meilleurs, auteurs de ci. Ses ci se caractérisent à la fois par leur galanterie et leur couleur populaire.
Son œuvre maîtresse est cependant un shi (en), les Qin fu yin (Lamentations de la dame de Qin). Ses 238 vers en font l'un des plus longs poèmes de la poésie chinoise. Inspiré par le Chant des regrets éternels de Bai Juyi, le poème raconte la prise de la capitale des Tang avec des images violentes et réalistes, procédé inhabituel dans la littérature chinoise. Wei Zhuang avait demandé que son poème soit détruit, mais des fragments découverts parmi les manuscrits de Dunhuang ont permis de le restituer.

## Manuscrits de Dunhuang
- Qin fu yin / 秦 婦 吟 : Pelliot chinois 2700, Pelliot chinois 3381, Pelliot chinois 3953, sur Gallica

## Traductions
- Paul Demiéville (dir.), Anthologie de la poésie chinoise, Gallimard, coll. « Poésie », 1962, p. 343 et 350-351.
- François Cheng, L'Écriture poétique chinoise, suivi d'une anthologie des poèmes des Tang, Seuil, coll. « Points », 1977, rééd. 1996, p. 273-274.